# غريت ورفرد (تشيشير)
غريت ورفرد (بالإنجليزية: Great Warford)‏ هي قرية وأبرشية مدنية تقع في المملكة المتحدة في إنجلترا. يقدر عدد سكانها بـ 1,710 نسمة .